# Schermen op de Paralympische Zomerspelen 2012 – Floret vrouwen categorie A
Tijdens de Paralympische Zomerspelen 2012 in Londen was de discipline floret vrouwen categorie A een van de disciplines binnen het onderdeel rolstoelschermen. De competitie werd gehouden in het ExCeL Centre op 4 september. In totaal namen 12 atleten uit 8 landen deel aan deze discipline.

## Formule
Er werd eerst een pouleronde geschermd; deze bepaalde de klassering voor de rechtstreekse uitschakeling. De 8 beste schermsters gingen door naar de achtste finale. Er werd geschermd voor een derde plaats.

## Deelnemersveld
| Naam               | Land      |
| ------------------ | --------- |
| Jing Rong          | China     |
| Baili Wu           | China     |
| Sabrine Poignet    | Frankrijk |
| Delphine Bernard   | Frankrijk |
| Vera Juhasz        | Hongarije |
| Zsuzsanna Krajnyak | Hongarije |

| Naam               | Land             |
| ------------------ | ---------------- |
| Pui Shan Fan       | Hongkong         |
| Chui Yee Yu        | Hongkong         |
| Loredana Trigilia  | Italië           |
| In I Lao           | Macau            |
| Evgeniya Sycheva   | Rusland          |
| Catherine Bouwkamp | Verenigde Staten |

## Verloop

### Poulefase
| Speler             | Uitslag | Speler            |
| ------------------ | ------- | ----------------- |
| In I Lao           | 5 – 4   | Loredana Trigilia |
| Pui Shan Fan       | 5 – 2   | Loredana Trigilia |
| Pui Shan Fan       | 4 – 5   | Jing Rong         |
| Zsuzsanna Krajnyak | 4 – 5   | Jing Rong         |
| Zsuzsanna Krajnyak | 1 – 5   | Delphine Bernard  |
| In I Lao           | 3 – 5   | Delphine Bernard  |
| In I Lao           | 5 – 4   | Pui Shan Fan      |
| Zsuzsanna Krajnyak | 5 – 1   | Pui Shan Fan      |
| Zsuzsanna Krajnyak | 5 – 4   | Loredana Trigilia |
| Jing Rong          | 5 – 3   | Loredana Trigilia |
| Jing Rong          | 4 – 5   | Delphine Bernard  |
| Zsuzsanna Krajnyak | 5 – 1   | In I Lao          |
| Jing Rong          | 5 – 1   | In I Lao          |
| Loredana Trigilia  | 4 – 5   | Delphine Bernard  |
| Pui Shan Fan       | 3 – 5   | Delphine Bernard  |

| Speler           | Uitslag | Speler             |
| ---------------- | ------- | ------------------ |
| Evgeniya Sycheva | 5 – 4   | Veronika Juhasz    |
| Sabrina Poignet  | 4 – 5   | Veronika Juhasz    |
| Sabrina Poignet  | 4 – 5   | Chui Yee Yu        |
| Baili Wu         | 1 – 5   | Chui Yee Yu        |
| Baili Wu         | 5 – 1   | Catherine Bouwkamp |
| Evgeniya Sycheva | 5 – 0   | Catherine Bouwkamp |
| Evgeniya Sycheva | 4 – 5   | Sabrina Poignet    |
| Baili Wu         | 5 – 0   | Sabrina Poignet    |
| Baili Wu         | 5 – 3   | Veronika Juhasz    |
| Veronika Juhasz  | 0 – 5   | Chui Yee Yu        |
| Chui Yee Yu      | 5 – 0   | Catherine Bouwkamp |
| Baili Wu         | 5 – 4   | Evgeniya Sycheva   |
| Evgeniya Sycheva | 0 – 5   | Chui Yee Yu        |
| Veronika Juhasz  | 5 – 2   | Catherine Bouwkamp |
| Sabrina Poignet  | 5 – 4   | Catherine Bouwkamp |

### Eindfase
|  | kwartfinale | kwartfinale        | kwartfinale        |          |    | halve finale | halve finale | halve finale    |              |                    | finale       | finale       | finale |
|  |             |                    |                    |          |    |              |              |                 |              |                    |              |              |        |
|  | 1           | Chui Yee Yu        | 15                 |          |    |              |              |                 |              |                    |              |              |        |
|  | 8           | Sabrina Poignet    | 7                  |          |    |              |              |                 |              |                    |              |              |        |
|  | 8           | Sabrina Poignet    | 7                  |          |    | Chui Yee Yu  | 15           |                 |              |                    |              |              |        |
|  |             |                    |                    |          |    | Chui Yee Yu  | 15           |                 |              |                    |              |              |        |
|  |             |                    | Zsuzsanna Krajnyak | 4        |    |              |              |                 |              |                    |              |              |        |
|  | 5           | Zsuzsanna Krajnyak | Zsuzsanna Krajnyak | 4        | 15 |              |              |                 |              |                    |              |              |        |
|  | 5           | Zsuzsanna Krajnyak |                    |          | 15 |              |              |                 |              |                    |              |              |        |
|  | 4           | Jing Rong          | 14                 |          |    |              |              |                 |              |                    |              |              |        |
|  |             |                    |                    |          |    |              |              |                 |              |                    |              | Chui Yee Yu  | 15     |
|  |             |                    |                    | Baili Wu | 13 |              |              |                 |              |                    |              |              |        |
|  | 3           | Baili Wu           | 15                 |          |    |              |              |                 |              |                    |              |              |        |
|  | 6           | Evgeniya Sycheva   | 10                 |          |    |              |              |                 |              |                    |              |              |        |
|  | 6           | Evgeniya Sycheva   | 10                 |          |    | Baili Wu     | 15           |                 | derde plaats | derde plaats       | derde plaats | derde plaats |        |
|  |             |                    |                    |          |    | Baili Wu     | 15           |                 | derde plaats | derde plaats       | derde plaats | derde plaats |        |
|  |             |                    | Veronika Juhasz    | 5        |    |              |              |                 |              |                    |              |              |        |
|  | 7           | Veronika Juhasz    | Veronika Juhasz    | 5        | 15 |              |              |                 |              |                    |              |              |        |
|  | 7           | Veronika Juhasz    |                    |          |    |              |              |                 |              | Zsuzsanna Krajnyak | 15           |              |        |
|  | 2           | Delphine Bernard   | 9                  |          |    |              |              |                 |              | Zsuzsanna Krajnyak | 15           |              |        |
|  |             |                    |                    |          |    |              |              | Veronika Juhasz | 4            |                    |              |              |        |
|  |             |                    |                    |          |    |              |              | Veronika Juhasz | 4            |                    |              |              |        |

## Eindrangschikking
| Plaats | Naam               | Land      |
| ------ | ------------------ | --------- |
| 1.     | Chui Yee Yu        | Hongkong  |
| 2.     | Baili Wu           | China     |
| 3.     | Zsuzsanna Krajnyak | Hongarije |